# Tisch (Bibel)
Der Tisch (hebräisch שֻׁלְחָן schulchan, altgriechisch τράπεζα trápeza) ist in den biblischen Lebenswelten ein außeralltägliches Möbel, denn eine normale Mahlzeit einfacher Menschen wurde am Boden sitzend eingenommen, wobei sich die Speisen auf einer Matte befanden.
Das Vorkommen des Wortes „Tisch“ verweist deshalb auf den Bereich des Kultes, des königlichen Hofes oder allgemein der Oberschicht. Ein Gästezimmer mit Bett, Tisch, Stuhl und einem Leuchter (2 Kön 4,10 ) konnten nur wohlhabende Gastgeber einrichten, es ist „mit damals geradezu luxuriösem Mobiliar ausgestattet.“ Auch dass eine Familie im eigenen Haus um den Tisch sitzt (Ps 128,3 ), ist keine Selbstverständlichkeit, sondern „als Auswirkung von JHWHs Segen“ zu verstehen.

## Tische als Ritualgegenstände

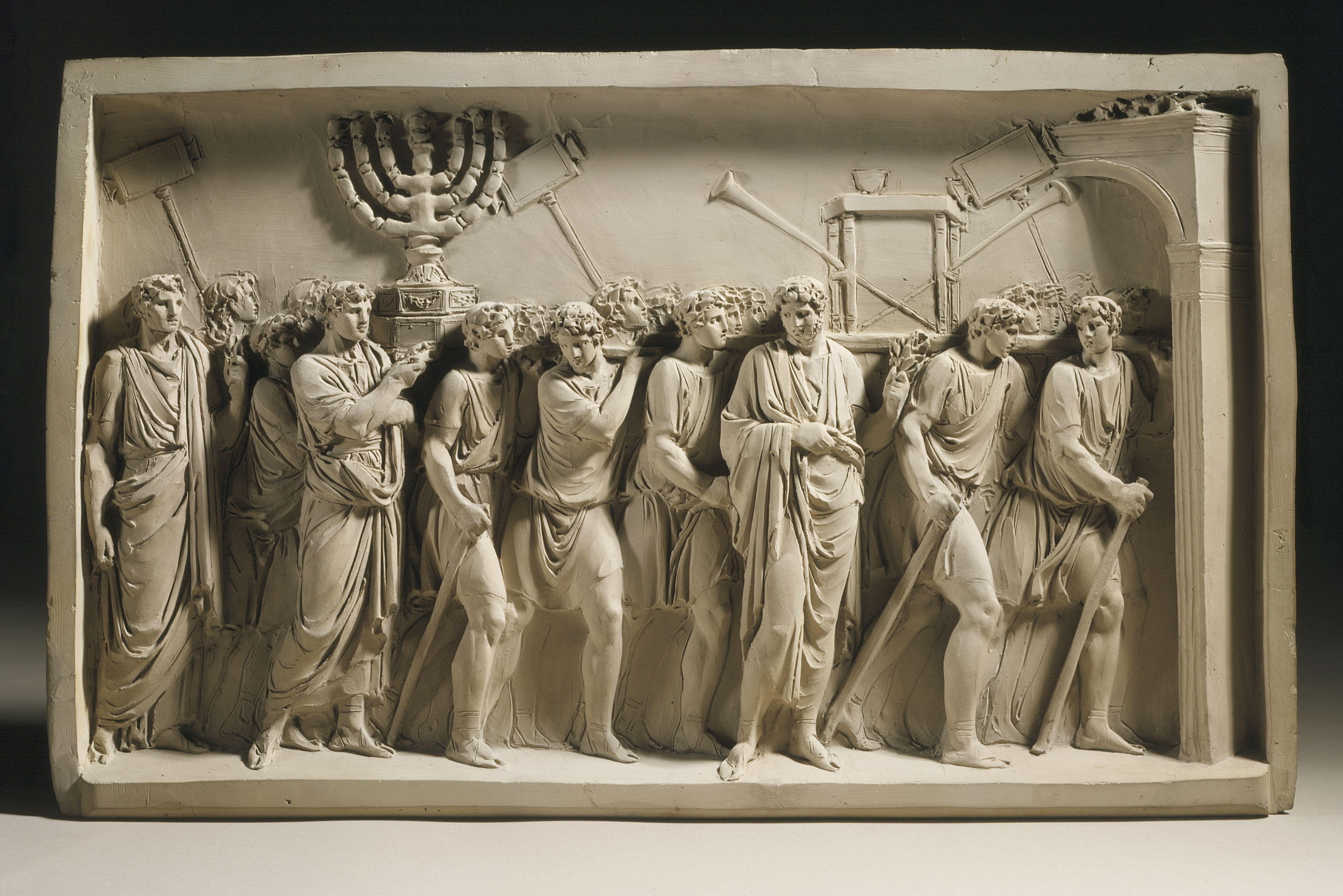
Schaubrottisch im Triumphzug des Titus (um 1791 gefertigter Abguss eines Reliefs auf dem Titusbogen, Los Angeles County Museum of Art)

Der Schaubrottisch gehörte nach biblischer Darstellung (Ex 25,23–30 ) zum Inventar des Mischkan. Neben dem siebenarmigen Leuchter (Menora) stieg er in der Zeit des Zweiten Tempels zu einem Symbol der jüdischen Religion auf und wurde wegen dieser Bedeutung im Triumphzug des Titus mitgeführt. Antigonos der Hasmonäer ließ den Schaubrottisch auf Münzen darstellen. Dies war ein relativ kleiner Tisch aus Gold mit rechteckiger Platte und vier Standbeinen, wobei die Beine der Schmalseiten durch eine Leiste miteinander verbunden waren. Diese Verstrebung ist nach Meinung von Alexander Ernst mit dem Begriff מסגרת misgeret in Vers 25 gemeint, der gewöhnlich als „Randleiste“ (= umlaufende Leiste der Tischplatte) verstanden wird.
Darüber hinaus gab es im Zweiten Tempel Tische, unter anderem aus Marmor, die als Ablagefläche dienten, einerseits für die Bedienung des Schaubrottisches (Wechsel der aufgelegten Schaubrote) und andererseits als Arbeitsplätze, auf denen die Opfertiere enthäutet wurden. Solche Arbeitstische beschreibt Ezechiels Tempelvision (Ez 40,39–43 ), woraus hervorgeht, dass quadratische Steinpodien gemeint sind. Die detailfreudige Darstellung wird als späte Ergänzung des Textes angesehen, „die vielleicht aufgrund des tatsächlichen Kultablaufs am Zweiten Tempel ins Ezechielbuch Eingang gefunden“ hat.
Schwer einzuordnen sind die nur in einem Zusatz des 1. Chronikbuchs genannten „Silbertische“ (1 Chr 28,14–18 ). Ihre Bedeutung ist unbekannt.

## Tische als Luxusmöbel

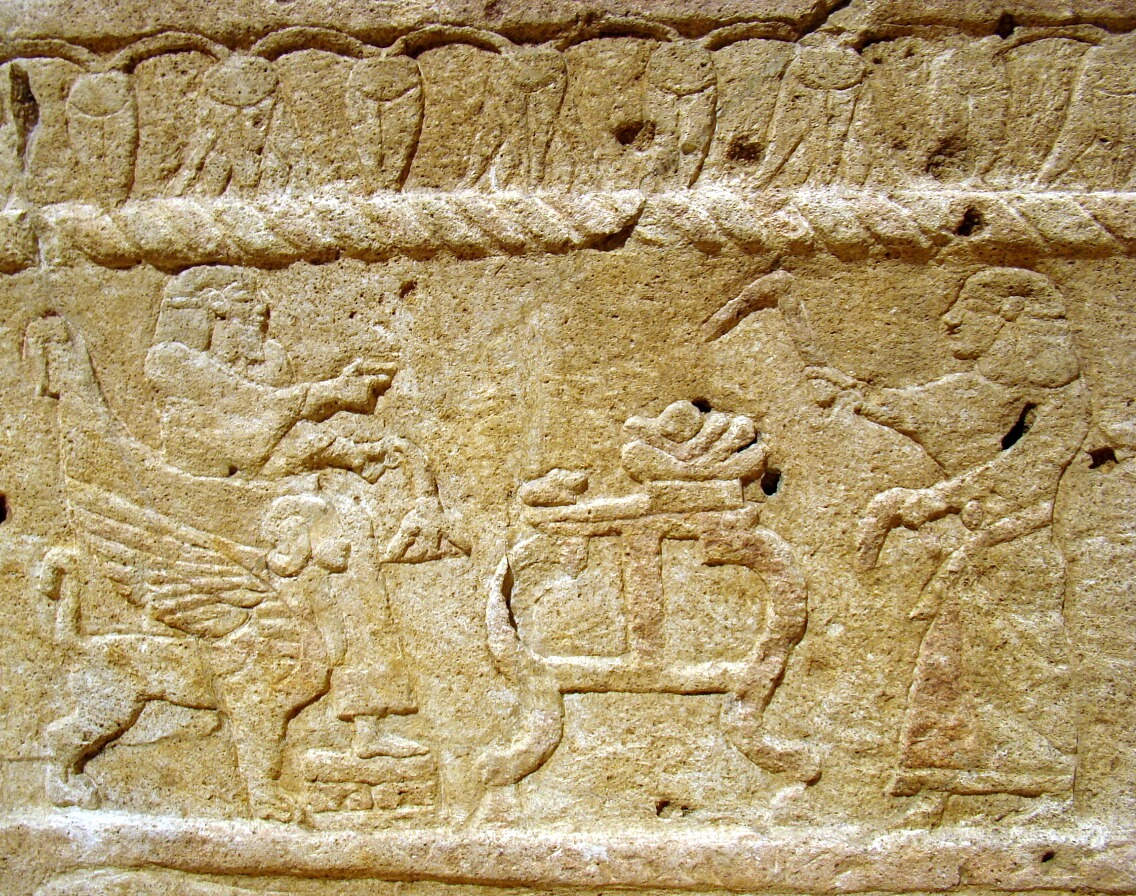
Tischszene auf dem Ahiram-Sarkophag (um 1000 v. Chr., Nationalmuseum Beirut)

Zur Form des Speisetisches im Alten Testament besteht das nächstliegende Anschauungsmaterial in eisenzeitlichen Reliefs aus Nordsyrien und Südostanatolien, auf denen Speisetischszenen dargestellt sind. Wegen der zweidimensionalen Darstellung bleiben Konstruktionsdetails der Tische aber unbekannt, zum Beispiel die quadratische oder rechteckige Form der Tischplatte.
Wort und Sache sind in Syrien und Palästina sehr alt. Die früher vertretene Deutung, שֻׁלְחָן schulchan sei vom Verb שלח abgeleitet und habe ursprünglich etwas am Boden Ausgespanntes bezeichnet, ein „Essleder“, hat sich erledigt, seit bekannt ist, dass das verwandte Wort ṯlḥn in Ugarit eine gängige Bezeichnung für den Tisch ist.
Der Speisetisch des Aḥiram von Gebal war ein viereckiger Tisch des mesopotamischen Typs. Die S-förmig geschwungenen Tischbeine enden in Löwenfüßen, eine über lange Zeit in der Region beliebte Tischform. Als zusätzliches Detail erkennt man auf dem Relief eine Mittelstütze, die mit den Tischbeinen horizontal verstrebt ist. Für das alte Israel fehlt entsprechendes Bildmaterial, aber „man wird an – meist kleine – viereckige (?) Holztische denken dürfen.“

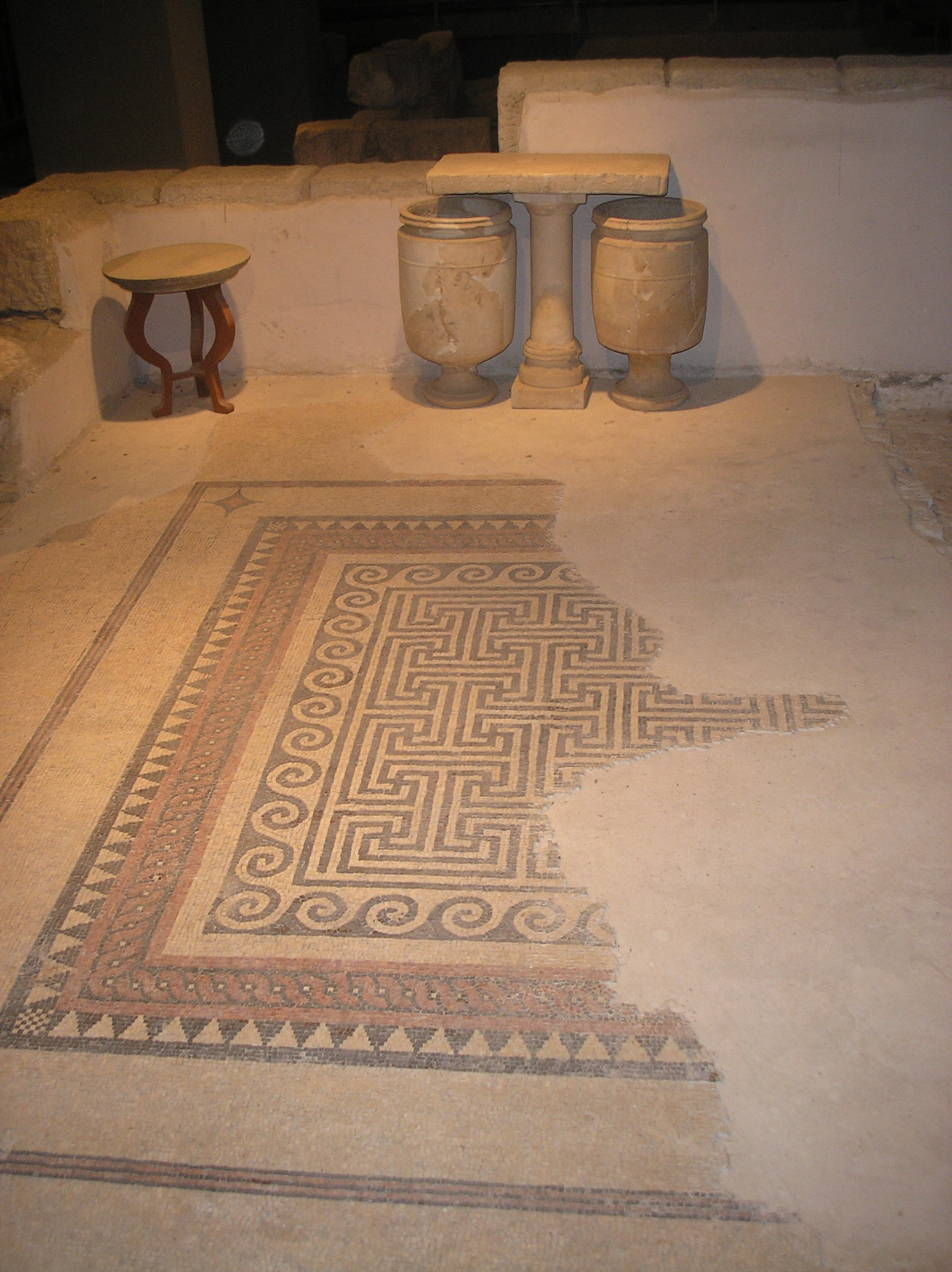
Dreibeiniger Rundtisch und Ablagetisch mit einem Standbein im Herodianischen Quartier (Jerusalem, vor 70 n. Chr.)

Der Abstelltisch hatte unter dem Einfluss der sich seit hellenistischer Zeit entwickelnden Halacha eine besondere Form angenommen. Aus Ausgrabungen in Jerusalem (Haus der Familie Qathros, Herodianisches Quartier) ist der Typ des steinernen Tisches mit rechteckiger Platte auf einem säulen- oder pfeilerartigen Standbein bekannt. Das Material Kalkstein konnte keine kultische Unreinheit annehmen.
Ebenfalls im Herodianischen Quartier wurde eine runde Tischplatte aus Kalkstein gefunden, die zu einem dreibeinigen Rundtisch gehört haben dürfte. Solche Tische waren im griechisch-römischen Kontext unter dem Namen delphica bekannt und kombinierten verschiedene Materialien (in diesem Fall Holz und Kalkstein).
Auch aus der Tempelberggrabung sind drei runde Kalksteintabletts ohne Griffe bekannt, für die eine Verwendung als Serviertablett bzw. abnehmbare Tischplatte eines dreibeinigen Tisches angenommen wird.

## Tische und Gemeinschaftsmähler

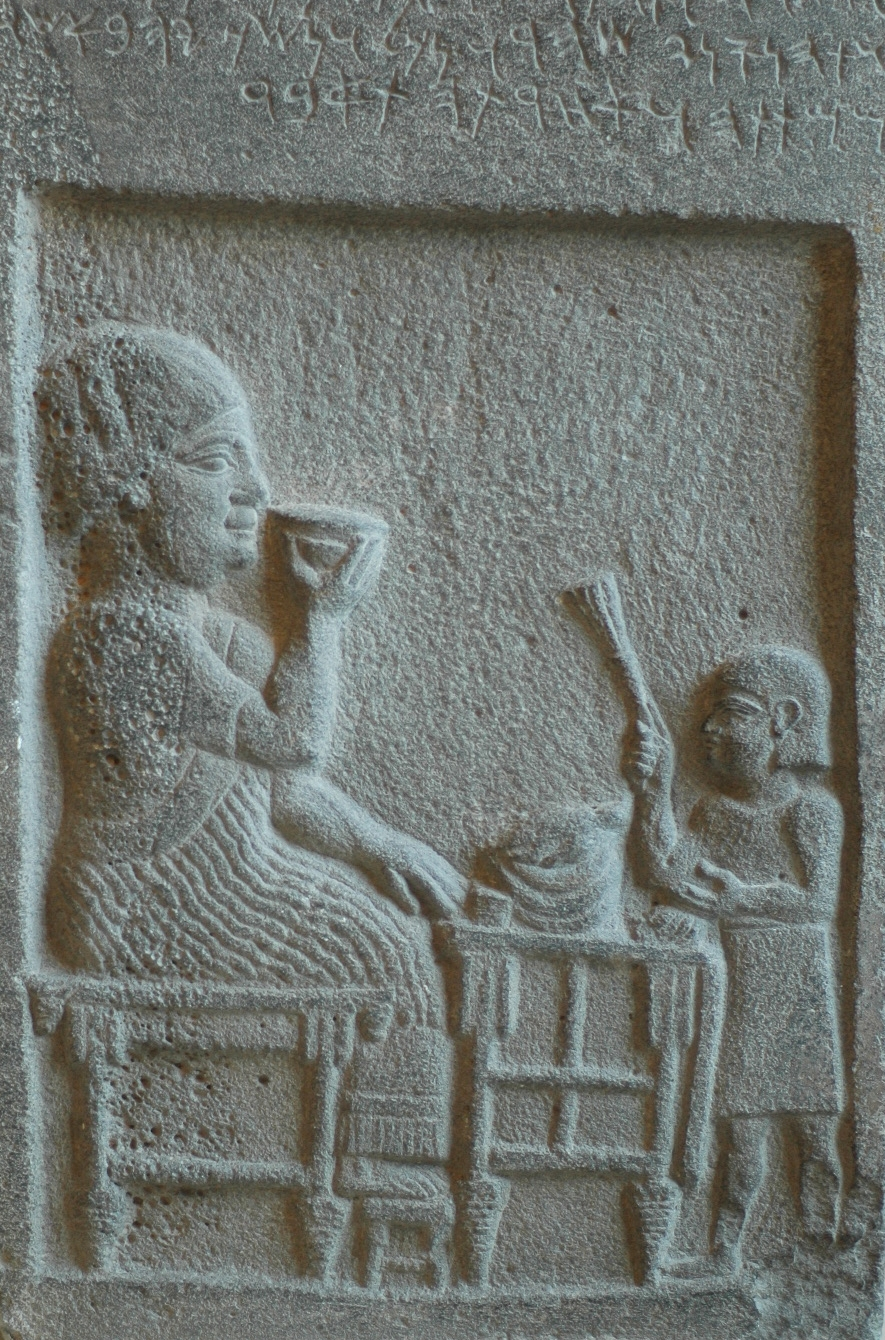
Grabstele mit aramäischer Inschrift aus der Umwelt des Alten Testaments (Syrien, 7. Jahrhundert v. Chr., Louvre)

### Altes Testament
Im Alten Testament ist von einem Tisch außerhalb des Kultes meist als Tisch einer hochgestellten Person die Rede. Daran teilzuhaben, ist eine Auszeichnung. Beispiele:
- Die Söhne Jakobs werden mit Speisen vom Tisch Josefs geehrt (Gen 43,34 LUT);
- David lässt sich am Tisch Sauls entschuldigen und erregt damit den Zorn des Königs (1 Sam 20,18–34 LUT);
- Weisheitsregel für Gäste am Tisch eines Herrschers (Spr 23,1 LUT).

Die Formulierung ערך שֻׁלְחָן „den Tisch decken“ (Beispiele: Ps 23,5 ; Jes 21,5 ) lässt ein Festmahl erwarten. Insbesondere Gott wird im Alten Testament beschrieben als großzügiger Gastgeber, der die Gläubigen reich bewirtet. Hintergrund dieses Bildes ist das Erlebnis der Mahlzeiten am Tempel.
Aus der Umwelt des Alten Testaments (zeitlich und räumlich) stammt die Grabstele des Priesters Si Gabbor im Louvre (Foto). Es ist eine Bankettszene: Si Gabbor hält eine Trinkschale in der Hand, vor sich hat er einen luxuriösen kleinen Tisch mit weiteren Speisen. Ein Diener fächelt ihm Luft zu.

### Neues Testament

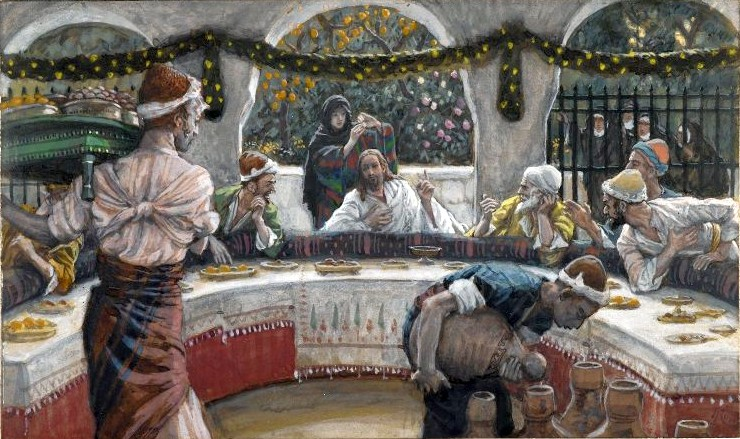
Das Mahl im Haus des Pharisäers (James Tissot, vor 1894, Brooklyn Museum)

Zur neutestamentlicher Zeit waren Bankette oder Gemeinschaftsmähler Anlässe, bei denen auch einfache Menschen Gelegenheit hatten, an einem Tisch festlich zu speisen.
Die Gemeinschaftsregel des Jachad (1 QS VI 2–8) beschreibt regelmäßige Mahlfeiern, bei denen jeweils mindestens zehn Männer in der Reihenfolge ihres Ranges an einem Tisch sitzen (nicht liegen).

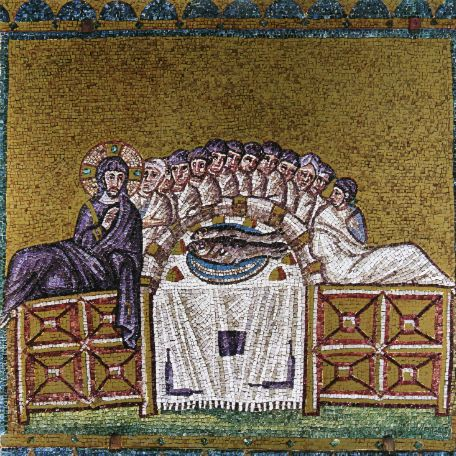
Das Letzte Abendmahl an einem sigmaförmigen Speisetisch (Sant’ Apollinare Nuovo, Ravenna)

Dagegen ist bei den Mählern des Neuen Testaments eher ein Zu-Tisch-Liegen (Triclinium) anzunehmen. Während in der Welt des Jesus von Nazareth das Sitzen bei Tisch üblicher gewesen sein könnte, wie 1 QS zeigt, stellen sich die Verfasser der Evangelien eine zu Tisch liegende Tischgemeinschaft vor, und dies ist zum Verständnis der Handlung manchmal wichtig. Das Gemälde von James Tissot „Das Mahl im Haus des Pharisäers“ veranschaulicht, wie eine Frau unbemerkt von hinten an die Tischgesellschaft herantreten und Jesus die Füße salben kann (Lk 7,37-38 ).
Die frühesten Darstellungen von Mählern in der christlichen Kunst bevorzugen die Variante des sigmaförmigen Tricliniums. Wenn Jesus Christus in dieser Darstellung als Gastgeber den Ehrenplatz innehat, so ist das nicht wie in späteren künstlerischen Darstellungen der Platz in der Mitte, sondern vom Betrachter aus gesehen der Platz an der linken Tischseite.
Das Wort Tisch bezeichnet im Neuen Testament meist den Esstisch, es kann übertragen gebraucht werden im Sinne von „Mahlzeit“ (Apg 16,34 ).
In ganz anderer Verwendung begegnet der Tisch, auf dem der Wechsler seine Münzen auslegt, so dass der Tisch in Lk 19,23  in des Wortes mehrfacher Bedeutung die „Bank“ sein kann, auf der man sein Geld einzahlt.

## Rezeption
- In Tabgha wird ein Felsstück als Mensa Domini, „Tisch des Herrn“, verehrt. Auf diesen Stein soll Jesus Fische und Brote bei der Speisung der Fünftausend gelegt haben.
- Schulchan Aruch „Gedeckter Tisch“, Hauptwerk des jüdischen Religionsgesetzes.